# Colostygia rondoui
Colostygia rondoui är en fjärilsart som beskrevs av Oberthür sensu Culot 1917. Colostygia rondoui ingår i släktet Colostygia och familjen mätare. Inga underarter finns listade i Catalogue of Life.